# Xã Farmer, Quận Rice, Kansas
Xã Farmer (tiếng Anh: Farmer Township) là một xã thuộc quận Rice, tiểu bang Kansas, Hoa Kỳ. Năm 2010, dân số của xã này là 389 người.
Đến năm 2022, dân số tại đây là 299 người.